# لوكا جفيجي
لوكا جفيجي (بالسلوفينية: Luka Žvižej) هو لاعب كرة يد سلوفيني في مركز جناح ‏، ولد في 9 ديسمبر 1980 في تسليه في سلوفينيا. لعب مع نادي تسليه لكرة اليد.

## وصلات خارجية
- لوكا جفيجي على موقع الاتحاد الأوروبي لكرة اليد (الإنجليزية)
- لوكا جفيجي على موقع أوليمبيديا (الإنجليزية)